# メイプルジンスキー
メイプルジンスキー（欧字名:Maplejinsky、1985年2月5日 - 2003年12月5日）は、アメリカ合衆国の競走馬、繁殖牝馬。主な勝ち鞍は1988年のアラバマステークス、モンマスオークス。
半弟に、アベイ・ド・ロンシャン賞など欧州でGI3勝を挙げたデイジュールがいる。

## 生涯

### デビュー前
フロリダ州のジョージア・ホフマンによって生産された。1986年7月、キーンランド当歳セールに上場され、スーザン・カスケルが75万ドルで落札した。カスケルの代理人としてこの馬を購入したフィル・G・ジョンソンが調教を担当した。

### 競走馬時代
1988年4月のメイドン競走でデビュー。2戦目で初勝利を収めた。7月のモンマスオークスで重賞及びGI初制覇を達成。翌月のアラバマステークスでGI2勝目を挙げたが、メイプルジンスキーに騎乗したアンヘル・コルデロ・ジュニア騎手が他馬に対して妨害を行っていた疑惑が浮上した。メイクチェンジに騎乗していたパット・デイ騎手は、コルデロがメイクチェンジの鼻を鞭で叩いたと証言した。メイクチェンジは鞭打ちの後に勢いを失い、結果的にクビ差の2着に敗れた。正面からの映像はメイクチェンジがコルデロ騎手の鞭で叩かれたというデイ騎手の主張を裏付けたが、競馬審判は結果を有効とし、覆ることはなかった。次走のガゼルハンデキャップがラストランとなり、この年限りで引退した。通算成績は9戦5勝・2着1回。

### 繁殖牝馬時代
引退後は馬主のカスケルが所有するシュガーメイプルファームで繁殖入りした。ブラッシンググルームとの配合で生産した初仔のスカイビューティはGI9勝を挙げる歴史的名牝となり、1994年のエクリプス賞最優秀古牝馬を受賞したほか、2011年にはアメリカ競馬殿堂に選出されている。
1994年11月のキーンランドミックスセールで、エーピーインディの仔を受胎した状態で上場され、日本の安田修に270万ドルで売却された。安田の主有するシンコーファームで3頭の産駒を産んだ後、リチャード・サンチュリが所有するジェイエフ・B・ステーブルに売却された。2003年12月に大動脈破裂で死亡し、スリーチムニーズファームのオールド・ブラッドリー・プレイス地区に埋葬された。

## 繁殖成績（産駒一覧）
- 1990年生　Sky Beauty（牝、父Blushing Groom）：21戦15勝、エイコーンSなどGI9勝[5]。エクリプス賞最優秀古牝馬。
- 1992年生　Our Country Place（牝、父Pleasant Colony）：不出走[6]
- 1993年生　*ケージービューティ（牝、父Private Account）：不出走[7]
- 1994年生　Ajayib（牝、父Riverman）：9戦1勝[8]
- 1995年生　*ロードメイプル（牡、父A.P. Indy）：13戦3勝、種牡馬[9]
- 1997年生　Silence Beauty（牝、父サンデーサイレンス）：3戦0勝[10]
- 1998年生　ミリオンギフト（牝、父サンデーサイレンス）：2戦0勝[11]
- 1999年生　レディセラフィム（牝、父ブライアンズタイム）：不出走[12]
- 2001年生　Amenable（牡、父Swain）：21戦5勝[13]
- 2003年生　Crimson Maple（牝、父Rahy）：5戦2勝[14]

## 主要なファミリーライン
牝系図の主要な部分（G1級競走優勝馬、日本のグレード制重賞優勝馬、その他個別記事のある馬）は以下の通り。*は日本に輸入された馬。
- *メイプルジンスキー 1985
  - Sky Beauty 1990（エイコーンステークスなどGI9勝）
    - Storming Beauty 1998
      - Violent Beauty 2003
        - Violence 2010（キャッシュコールフューチュリティ）

  - Our Country Place 1992
    - Matlacha Pass 1997
      - Pine Island 2003（ガゼルステークス、アラバマステークス）
      - Point of Entry 2008（マンノウォーステークスなどGI5勝）

    - *ホームスイートホーム 1999
      - バーディバーディ 2007（兵庫チャンピオンシップ、ユニコーンステークス）

    - Pleasant Home 2001（ブリーダーズカップ・ディスタフ）
      - Magical World 2010
        - Guarana 2016（エイコーンステークスなどGI3勝）

  - Silence Beauty 1997
    - Tale of Ekati 2005（シガーマイルハンデキャップ、ウッドメモリアルステークス）

  - ミリオンギフト 1998
    - アイスパステル 2014
      - アドマイヤデイトナ 2022（UAEダービー）

  - レディセラフィム 1999
    - レディセラヴィ 2004
      - ハッピーグリン 2015（OROカップ）

  - Crimson Maple 2003
    - Malibu Maple 2015
      - Ando Soltera 2021（ミル・ギネアス賞）

- 出典：牝系検索α
- Point of Entryは種牡馬としてロータスランドを出している。

## 血統表
| メイプルジンスキーの血統 | メイプルジンスキーの血統               | メイプルジンスキーの血統               | （血統表の出典）                       | （血統表の出典） |
| 父系                     | ニジンスキー系                         | ニジンスキー系                         | ニジンスキー系                         | [ § 2 ]          |
| 父 Nijinsky II 1967 鹿毛 | 父の父Northern Dancer 1961 鹿毛        | Nearctic                               | Nearco                                 | Nearco           |
| 父 Nijinsky II 1967 鹿毛 | 父の父Northern Dancer 1961 鹿毛        | Nearctic                               | Lady Angela                            |                  |
| 父 Nijinsky II 1967 鹿毛 | 父の父Northern Dancer 1961 鹿毛        | Natalma                                | Native Dancer                          | Native Dancer    |
| 父 Nijinsky II 1967 鹿毛 | 父の父Northern Dancer 1961 鹿毛        | Natalma                                | Almahmoud                              |                  |
| 父 Nijinsky II 1967 鹿毛 | 父の母Flaming Page 1959 鹿毛           | Bull Page                              | Bull Lea                               | Bull Lea         |
| 父 Nijinsky II 1967 鹿毛 | 父の母Flaming Page 1959 鹿毛           | Bull Page                              | Our Page                               |                  |
| 父 Nijinsky II 1967 鹿毛 | 父の母Flaming Page 1959 鹿毛           | Flaring Top                            | Menow                                  | Menow            |
| 父 Nijinsky II 1967 鹿毛 | 父の母Flaming Page 1959 鹿毛           | Flaring Top                            | Flaming Top                            |                  |
| 母 Gold Beauty 1979 鹿毛 | 母の父Mr. Prospector 1970 鹿毛         | Raise a Native                         | Native Dancer                          | Native Dancer    |
| 母 Gold Beauty 1979 鹿毛 | 母の父Mr. Prospector 1970 鹿毛         | Raise a Native                         | Raise You                              |                  |
| 母 Gold Beauty 1979 鹿毛 | 母の父Mr. Prospector 1970 鹿毛         | Gold Digger                            | Nashua                                 | Nashua           |
| 母 Gold Beauty 1979 鹿毛 | 母の父Mr. Prospector 1970 鹿毛         | Gold Digger                            | Sequence                               |                  |
| 母 Gold Beauty 1979 鹿毛 | 母の母Stick to Beauty 1973 黒鹿毛      | Illustrious                            | Round Table                            | Round Table      |
| 母 Gold Beauty 1979 鹿毛 | 母の母Stick to Beauty 1973 黒鹿毛      | Illustrious                            | Poster Girl                            |                  |
| 母 Gold Beauty 1979 鹿毛 | 母の母Stick to Beauty 1973 黒鹿毛      | Hail to Beauty                         | Hail to Reason                         | Hail to Reason   |
| 母 Gold Beauty 1979 鹿毛 | 母の母Stick to Beauty 1973 黒鹿毛      | Hail to Beauty                         | Lipstick                               |                  |
| 母系(F-No.)              | (FN:1-g)                               | (FN:1-g)                               | (FN:1-g)                               | [ § 3 ]          |
| 5代内の近親交配          | Native Dancer：S4×M4、Nasrullah：M5×M5 | Native Dancer：S4×M4、Nasrullah：M5×M5 | Native Dancer：S4×M4、Nasrullah：M5×M5 | [ § 4 ]          |
| 出典                     | 1. 2. 3. 4.                            | 1. 2. 3. 4.                            | 1. 2. 3. 4.                            | 1. 2. 3. 4.      |